# Präsidentschaftswahl in Indien 1974
Die Präsidentschaftswahl in Indien 1974 war die sechste Wahl des Staatspräsidenten in Indien seit der Unabhängigkeit und fand am 17. August 1974 statt. Gewählt wurde Fakhruddin Ali Ahmed, der Kandidat von Indira Gandhis Kongresspartei.

## Vorgeschichte
Die fünfjährige Amtszeit des 1969 gewählten Präsidenten V. V. Giri (Kongresspartei) ging am 23. August 1974 zu Ende. Seit 1969 hatten sich grundlegende Veränderungen in der Parteienlandschaft Indiens ergeben. Die Kongresspartei, die bei der Parlamentswahl 1967 zwar die Mehrheit der Parlamentsmandate erlangt, aber vergleichsweise schwach abgeschnitten hatte, spaltete sich kurz nach der Wahl 1969 in zwei Fraktionen – zum einen den eher konservativen Congress (O) unter Führung der alten Kongresspartei-Riege und zum anderen den linkssozialistisch ausgerichteten Congress (R) unter Führung von Indira Gandhi. Beide beanspruchten, in den Nachfolge der alten Kongresspartei zu stehen. Bei der Parlamentswahl 1971 errang Indiras Kongress einen geradezu triumphalen Wahlsieg und eine Zweidrittelmehrheit der Parlamentsmandate. Auch die Wahlen zu den Parlamenten der Bundesstaaten in den folgenden Jahren verliefen für Indiras Kongress relativ erfolgreich, so dass der Congress (R) im Wahlkollegium (Electoral College), das nach der indischen Verfassung den Staatspräsidenten wählt, eine eindeutige Mehrheit hatte. Indiras Kongress stellte Fakhruddin Ali Ahmed, der als loyaler Gefolgsmann Indiras galt, als Kandidaten auf. Die Oppositionsparteien einigten sich auf Tridib Chaudhuri, einen Politiker der Revolutionary Socialist Party aus Westbengalen als gemeinsamen Kandidaten.

## Änderung der Wahlordnung
Vor der anstehenden Präsidentschaftswahl wurden die Wahlmodalitäten für das Präsidentenamt geändert. Bei den vorangegangenen Wahlen hatte sich gezeigt, dass die Hürde für eine Bewerbung für das Präsidentenamt relativ niedrig gelegt war. Nach dem Presidential and Vice Presidential Elections Act, 1952 war für die Nominierung zur Wahl nur die schriftliche Unterstützung eines einzigen gewählten Abgeordneten und eines zweiten als "Sekundanten" notwendig. Eine Gebühr musste für die Zulassung zur Wahl nicht entrichtet werden. Das hatte dazu geführt, dass zahlreiche Personen zur Wahl zugelassen worden waren, bei denen von Anfang an klar war, dass sie keine realistische Wahlchance hatten. Beispielsweise wurden bei der Wahl 1969 insgesamt 16 Kandidaten zugelassen, von denen 9 keine einzige der mehr als 4.000 Stimmen aus dem Wahlkollegium erhielten. Ein zweites Problem waren juristische Anfechtungen der Wahl. Nach vorangegangenen Präsidentschaftswahlen waren eine Fülle von Beschwerden, wegen angeblicher Verstöße gegen die Wahlordnung eingereicht worden. Diese Beschwerden hatten die Gerichte über längere Zeit beschäftigt, waren aber alle als unberechtigt abgewiesen worden.
Die Modalitäten der Wahl wurden daher mit den Presidential and Vice-Presidential Elections Rules, 1974 geändert. Fortan war für die Nominierung zur Kandidatur die Unterstützung von mindestens 10 Abgeordneten und 10 weiteren "Sekundanten" notwendig. Außerdem sollte ein Pfand (deposit) von 2.500 Rupien bezahlt werden, das verfiel, wenn der Kandidat nicht mindestens 1/6 der Stimmen des Wahlkollegiums erhielt. Eine Anfechtung der Wahl sollte nur noch dann möglich sein, wenn eine entsprechende Eingabe mit der Unterstützung von mindestens 10 Abgeordneten innerhalb von 30 Tagen nach Bekanntgabe des Wahlsiegers beim Obersten Gericht eingereicht wurde.

## Wahlergebnis
Der Wahltermin wurde am 16. Juli 1974 bekanntgegeben. Kandidaten-Nominierungen konnten bis zum 30. Juli 1974 erfolgen. Insgesamt wurden 23 Nominierungen für 13 Kandidaten eingereicht. Die Entscheidung über die Zulassung der nominierten Kandidaten zur Wahl fiel am 31. Juli 1974. Alle Nominierungen außer der für Ahmad und Chaudhuri wurden aufgrund von Formfehlern für ungültig erklärt. Bis zum 2. August 1974 hatten die beiden zugelassenen Kandidaten die Möglichkeit, ihre Kandidatur zurückzuziehen, wovon keiner Gebrauch machte. Am 17. August 1974 erfolgte die Wahl und am 20. August 1974 die Stimmenauszählung.
Das Wahlkollegium setzte sich aus 521 Abgeordneten der Lok Sabha, 230 Abgeordneten der Rajya Sabha und 3.654 Abgeordneten der Parlamente der Bundesstaaten zusammen. Die 182 Abgeordneten des Parlaments von Gujarat waren nicht im Wahlkollegium vertreten, da dieses Parlament am 15. März 1974 aufgelöst worden war um Neuwahlen abzuhalten. Die Stimmgewichte der Abgeordneten waren auf der Basis der Volkszählung von 1971 neu verteilt worden. Die Abgeordneten von Lok Sabha und Rajya Sabha hatten danach ein Stimmgewicht von 723, und das Stimmgewicht der Abgeordneten der Bundesstaaten bewegte sich zwischen 9 (Nagaland) und 208 (Uttar Pradesh).
3.160 Abgeordnete der Bundesstaaten und 687 Abgeordnete von Lok Sabha und Rajya Sabha gaben ihre Stimme ab, was einer Wahlbeteiligung von etwa 87 % entsprach.
Die Wahl ergab folgendes Ergebnis:
| Kandidat             | Gewichtete Stimmen | in Prozent |
| -------------------- | ------------------ | ---------- |
| Fakhruddin Ali Ahmed | 765.587            | 80,18      |
| Tridib Chaudhuri     | 189.196            | 19,81      |
| Gesamt               | 954.783            | 100,0      |

Fakhruddin Ali Ahmed wurde am 20. August 1974 für gewählt erklärt und trat sein Amt am 24. August 1974 an.